# Vergleichende Psychiatrie
Vergleichende Psychiatrie (v. P.) wird als wissenschaftliche Arbeitsrichtung definiert, mit deren Hilfe psychische Krankheiten unter verschiedenen sozialen und kulturellen Bedingungen einander gegenübergestellt werden. Anhand dieser Vergleiche soll nicht nur ein besseres Verständnis der untersuchten Menschengruppe, sondern auch eine bessere Einflussmöglichkeit auf das menschliche Verhalten ermöglicht werden. – Die Selbstverständlichkeiten einer einseitig sozio- und ethnozentrischen Psychiatrie werden durch den Vergleich mit den psychischen Störungen in anderen Kulturkreisen relativiert. Die v. P. ist ein Teilgebiet der Sozialpsychiatrie.

## Formen und Untergruppen der vergleichenden Psychiatrie

### Transkulturelle Psychiatrie und Ethnopsychiatrie
Vergleichende transkulturelle Psychiatrie (engl. cross cultural psychiatry) beschränkt sich gegenüber der allgemeinen vergleichenden Psychiatrie auf den Vergleich unterschiedlicher kultureller Gegebenheiten (weitgehend ohne Rücksicht auf soziale Verschiedenheiten und Gegensätze). Sie untersucht den Einfluss dieser unterschiedlichen Gegebenheiten auf Entstehung und Symptomatik einer psychischen Krankheit. – Begründer der transkulturellen Psychiatrie war Emil Kraepelin, der einen entsprechenden psychiatrischen Bericht aus Anlass der von ihm 1904 besuchten Anstalt Buitenzorg auf Java verfasste. – Beide Gebiete, transkulturelle Psychiatrie und Ethnopsychiatrie, sind auch ohne vergleichende Schlussfolgerungen zur ethnozentrischen Psychiatrie dadurch erkenntnisfördernd, dass sie den Einfluss archaischer kultureller Momente auf psychisches Kranksein bestimmen. Insofern sind beide Begriffe als synonym anzusehen. Da der von Lucien Lévy-Bruhl verwendete Begriff der primitiven Mentalität die Kritik der Abwertung fremder Kulturen hervorgerufen hat, ist bei vergleichender Betrachtung eine besondere Vorsicht und Empathie zu beachten, vgl. a. → Methodik der Ethnopsychoanalyse. Der Begriff wurde geprägt von dem haitianischen Arzt und Psychiater Louis Price Mars (1906–2000). Er schrieb 1951:
„Die Wissenschaft, die es ermöglicht, die engen Beziehungen zwischen den eigentlichen psychologischen Faktoren und den sozialen und wirtschaftlichen Faktoren, die das Phänomen bedingen, zu untersuchen, wird Ethno-Psychiatrie genannt.“

### Internationale Psychiatrie
Internationale Psychiatrie behandelt und vergleicht psychiatrische Fragen von allgemeiner internationaler Bedeutung. Es handelt sich dabei meist um übergreifende Fragen der administrativen Psychiatrie, wie Organisation (Ausbildung, Behandlungsmethoden, diagnostische Richtlinien, institutionelle Neugründungen) und Bestimmung von Ausbildungsinhalten, in der Regel ohne Berücksichtigung kultureller Unterschiede. Dies unterscheidet die internationale von der transkulturellen Psychiatrie.

## Methodik
Georges Devereux bezeichnet die Methode seiner Ethnopsychiatrie als Komplementarität. Sie besteht darin, dass ein Phänomen wie seelische Gesundheit unter zwei gegensätzlichen Gesichtspunkten besser verstanden werden kann als nur unter einem einzigen Aspekt (Ethnozentrischer versus ethnokomplementärer Standpunkt). Er gebraucht selbst den Vergleich mit naturwissenschaftlichen Erkenntnissen. Es komme auf die Sicht des Betrachters an, ob er sich bei der Unbestimmtheitsrelation Heisenberg-Bohr Wellen oder Korpuskeln vorstelle. Diese Methodik ist auch als Konvergenz bezeichnet worden. In der Ethnologie wird mit Konvergenz analog zum Begriff Konvergenz in der Biologie ebenso das Auftreten gleicher Kulturerscheinungen bei unabhängig voneinander lebenden Völkern bezeichnet.
Widersteht man der Versuchung zur Verabsolutierung eines ethnozentrischen bzw. kulturalistischen Denkens, so wird begleitend damit auch das Verständnis in Sachen psychischer Krankheit für eine (vergleichende) geschichtliche Betrachtung geweckt. Dies wäre nämlich so auszudrücken, dass auch die Verabsolutierung eines „chronozentrischen Standpunkts“ in der Psychiatrie vermeidbar ist. Gerade die Soziologie ist in Sachen Psychiatrie auf eine Darstellung der geschichtlichen Gesamtrealität angewiesen. Schließlich muss die Forderung nach Verständnis abweichenden Verhaltens bzw. dessen wissenschaftlicher Relativierung so weit gehen, dass man auch die entscheidende und grundlegende Frage nach Unterscheidung von normal und anormal stellt. Toleranz und Verständnis fremdartigen Verhaltens stellen nicht zuletzt auch ein Bildungsideal dar.
Nur eine Psychiatrie, die sich dieser rein rationalen Forderung stellt und damit auch der Herausforderung, als reine und interdisziplinäre Wissenschaft zu dienen, darf Anspruch auf Wertschätzung erheben und damit auf Prestige in der öffentlichen Meinung. Gerade als angewandte Wissenschaft steht hier ein Perspektivwechsel von technisch-administrativer Vorgehensweise zu einer wissenschaftssoziologischen Orientierung noch aus.

## Einige Positionen der vergleichenden Psychiatrie

### Sind psychische Krankheiten vergleichbar?
Die Frage, ob psychische Krankheiten überhaupt vergleichbar sind, erscheint als Selbstverständlichkeit, muss jedoch als definitorische Grundvoraussetzung jeder vergleichenden Psychiatrie, ebenso wie jeder allgemeinen Krankheitslehre angesehen werden, siehe die hier vorliegende, im Vorspann zu diesem Artikel wiedergegebene Definition der v.P. nach Peters.
Zur Beantwortung der Frage gibt es zwei grundlegend unterschiedliche Ansichten mit ebenso grundlegenden Auswirkungen auf die psychiatrische Symptomatologie, nämlich die von Emil Kraepelin und die von Carl Wernicke. Die Wernickesche Auffassung hat sich heute jedoch allgemein durchgesetzt und wird sogar von jüngeren Vertretern der klassischen deutschen Psychopathologie wie z. B. Gerd Huber übernommen. Kraepelin vertrat die Ansicht, dass eine gemeinsame Ursache bei verschiedenen Individuen stets das gleiche psychiatrische Zustandsbild bewirkt. Wernicke dagegen meinte, dass gleiche psychopathologische Syndrome keinen sicheren Rückschluss auf deren Ursache zulassen. Es ist hier als paradox hervorzuheben, dass ausgerechnet der als Begründer der v.P. genannte Emil Kraepelin eine im Verhältnis zu den Grundzügen der heutigen Wissenschaft so entgegengesetzte Haltung vertrat. Kraepelins Auffassung ist die Grundlage der phänomenologischen Psychopathologie (vgl. die psychopathologische Methodik von Emil Kraepelin, Eugen Bleuler, Manfred Bleuler und der Heidelberger Schule bzw. deren hauptsächlicher Vertreter wie Karl Jaspers, Hans W. Gruhle und Kurt Schneider). Gerd Huber als jüngerer Vertreter der klassischen deutschen Psychiatrie spricht daher eher von einer Ausdrucksgemeinschaft psychischer Krankheiten und nicht von ursächlichen Gemeinsamkeiten. Psychiatrische Symptomatik ist daher prinzipiell als wandlungsfähig anzusehen (Symptomwandel). Huber erwähnt nicht nur einen Symptom- und Gestaltwandel seit dem Ersten Weltkrieg, sondern behandelt in diesem Zusammenhang auch die Bedeutung peristatischer und sozialer Faktoren: Die Symptome psychiatrischer Störungen werden durch die soziokulturellen Bedingungen mitgeprägt.
Nach Erich Wulff kann die v.P. zeigen, dass
„das Auftreten bestimmter psychischer Krankheitsformen und -symptome keine Naturtatsache ist, sondern spezifische gesellschaftliche Bedingungen verlangt: Sozialisationsformen, die von wirtschaftlichen Notwendigkeiten, kulturellen Leitbildern und sozialtypischen charakterlichen Einstellungen der Erziehungspersonen abhängen, bringen Krankheitsdispositionen hervor; diese bevorzugen zu ihrer Manifestation wiederum bestimmte gesellschaftliche Konstellationen, …“

#### Konsequenzen für die Schizophrenieforschung
Propädeutik: Schizophreniekonzepte, Antipsychiatrie
Im Falle der Schizophrenie stellt sich mit Hilfe vergleichender Beobachtungen die Frage, ob diese Erkrankung nicht als Produkt unserer westlichen Zivilisation angesehen werden muss. Verschiedene Autoren haben z. B. festgestellt, dass Ich-Störungen in Form von Störungen des Ich-Bewußtseins in anderen Ländern der Welt nicht wie in westlichen Ländern als Krankheit wie die Schizophrenie auftreten. Erich Wulff hat entsprechende Beobachtungen in Vietnam bei etwa 2000 psychiatrischen Patienten gesammelt und diese Vergleiche aus der Perspektive des Ich- und des Kollektivbewusstseins sehr ausführlich beschrieben und gedeutet. Das Ich-Bewusstsein in der westlichen Welt resultiere aus den sehr spezifischen Strategien der Selbstverwirklichung, die zu einem unterschiedlich stabilen individuellen Selbstbewusstsein führen. Wulff fand Schizophrenie bei Vietnamesen in keinem einzigen Fall bestätigt. Im schwarzen Afrika wurde die Erkrankung von vergleichenden Beobachtern ebenfalls ganz vermisst. Pfeiffer fand die Erkrankung in Indonesien nur vereinzelt bei einigen europäisch erzogenen Angehörigen der Oberschicht.

#### Konsequenzen für die psychiatrische Diagnostik
Wenn es keine allgemein verbreitete Gleichheit und Konstanz psychischer Krankheit gibt und auch die Symptome, auf die sich eine Diagnose stützt, sich je nach kulturellen und sozialen Bedingungen wandeln, ergibt sich die Frage nach den unverwechselbaren und unwandelbaren Einheiten (Invarianzen), die für das Auftreten von psychischen Auffälligkeiten maßgeblich sind. Eine solche Kette, bestehend aus einzelnen invarianten Gliedern für die Bestimmung psychischer Strukturen, hat Erich Wulff in den vorherrschenden Produktionsweisen, den Sozialisationsinstanzen (der Familie vor allem) und den verwendeten Sozialisationspraktiken gesehen. Diese wiederum werden von den ökonomischen Notwendigkeiten aber auch von kulturellen Leitbildern bestimmt, die jeweils den Normalitätsspielraum beeinflussen.